# Палата местных властей Конгресса

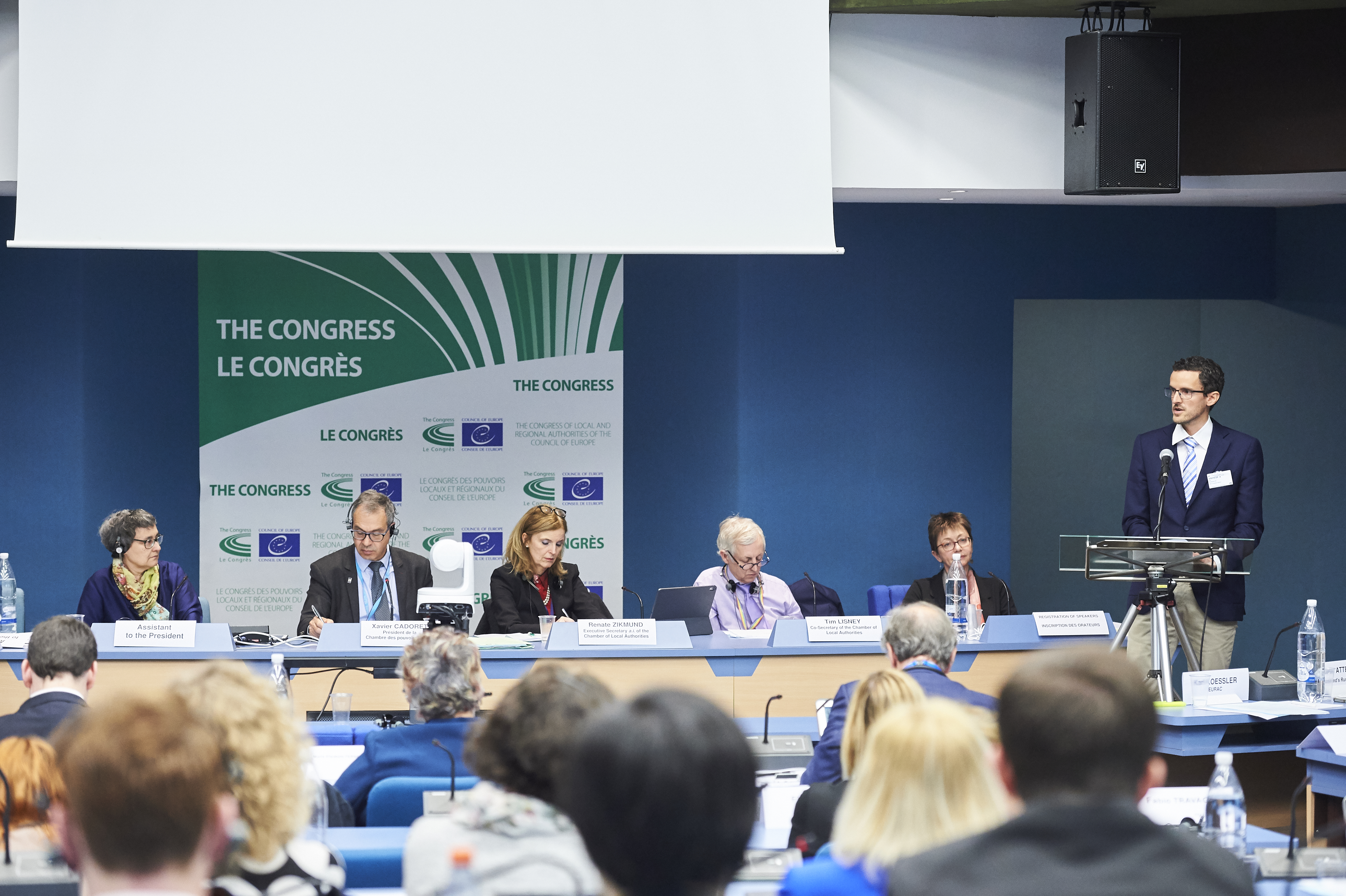
Сессия Палаты местных властей

Палата местных властей, наряду с Палатой регионов, является составной частью Конгресса местных и региональных властей Совета Европы. Палата местных властей предоставляет возможность представителям местных администраций проводить дискуссии по вопросам, представляющим общий интерес, обмениваться опытом.
Члены Палаты избираются на муниципальном уровне и затем назначаются в Палату согласно процедуре, закрепленной во внутреннем законодательстве каждого из государств-участников Конгресса в соответствии с новой Хартией Конгресса, принятой Комитетом министров Совета Европы 2 мая 2007 г.
318 членов Палаты обладают двухлетним мандатом и представляют 47 стран-членов Совета Европы. Делегации каждого государства формируются, исходя из принципа справедливого географического распределения и учёта политических взглядов представителей муниципальных образований. Кроме того, важным является соблюдение принципа равного представительства мужчин и женщин в национальных делегациях.
Страны-участницы имеют право на число мест в Конгрессе, равное числу их мест в Парламентской Ассамблее.

## Персоналии
Палата избирает членов Секретариата, состоящего из Президента (избираемого из членов Палаты и имеющего двухлетний мандат) и семи вице-президентов с учётом принципа справедливого географического распределения. В настоящий момент[уточнить] членами Секретариата Палаты местных властей являются: Андерс Кнап — (Швеция), Президент; Барбара Тос (Италия) — вице-президент; Ярослав Хлинка (Словакия)- вице-президент; Гай Доганолгу (Турция) — вице-президент; Мари Хегарти (Ирландия) — вице-президент; Джон Вармишан (Великобритания) — вице-президент; Юлиана Хокса (Албания) — вице-президент.
Секретариатом Палаты управляет исполнительный секретарь (в данный момент им является Жан-Филипп Бозуль) (Франция), назначаемый Генеральным секретарем Совета Европы. Сессии Палаты проходят в Страсбурге (Франция), и по правилам процедуры либо предшествуют, либо следуют за ординарными сессиями Конгресса. Сессии проходят в публичном режиме.
Что касается административного аппарата, то работа Палаты обеспечивается четырьмя комиссиями. Институциональная занимается проблемами местного самоуправления, в частности, осуществляет мониторинг местных и региональных выборов, готовит отчеты и рекомендации. Комиссия культуры и образования работает с вопросами культуры, образования, СМИ, молодежи, спорта и коммуникаций. Комиссия по социальному взаимодействию связана с проблемами трудоустройства, гражданства, миграции, социального и полового равенства. Вопросами охраны окружающей среды и градостроительства занимается комиссия по долгосрочному развитию.

## Страны-участницы
| Страна     | Делегаты | Страна               | Делегаты | Страна             | Делегаты |
| ---------- | -------- | -------------------- | -------- | ------------------ | -------- |
| Албания    | 4        | Германия             | 18       | Андорра            | 2        |
| Армения    | 4        | Австрия              | 6        | Азербайджан        | 6        |
| Бельгия    | 7        | Босния и Герцеговина | 5        | Болгария           | 6        |
| Кипр       | 3        | Хорватия             | 5        | Дания              | 5        |
| Испания    | 12       | Эстония              | 3        | Северная Македония | 3        |
| Россия     | 18       | Финляндия            | 5        | Франция            | 18       |
| Грузия     | 5        | Греция               | 7        | Венгрия            | 7        |
| Ирландия   | 4        | Исландия             | 3        | Италия             | 18       |
| Латвия     | 3        | Лихтенштейн          | 2        | Литва              | 4        |
| Люксембург | 3        | Мальта               | 3        | Молдова            | 5        |
| Монако     | 2        | Черногория           | 3        | Норвегия           | 5        |
| Нидерланды | 7        | Польша               | 12       | Португалия         | 7        |
| Чехия      | 7        | Румыния              | 10       | Великобритания     | 18       |
| Сан-Марино | 2        | Сербия               | 7        | Словакия           | 5        |
| Словения   | 3        | Швеция               | 6        | Швейцария          | 6        |
| Турция     | 18       | Украина              | 12       |                    |          |
| ВСЕГО      | ВСЕГО    | ВСЕГО                | ВСЕГО    | ВСЕГО              | 306      |